# Autocinema

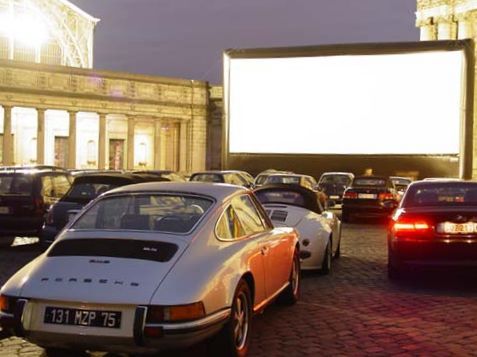
Autocinema amb pantalla inflable "AIRSCREEN".

L'autocinema o autocine (també denominat cinema drive-in o cinema-car) és una forma de cinema, la qual permet veure pel·lícules des de la privadesa i comoditat d'un automòbil i consisteix en una gran pantalla a l'aire lliure, un projector de cinema, un bar cafeteria i una gran àrea d'estacionament per a automòbils. La pantalla pot ser tan simple com un mur pintat de blanc o tan complexa com una estructura d'acer de complicat acabat. Alguns autocinemes han afegit zones de jocs per a nens entre la pantalla i la primera fila de cotxes. Uns altres fins i tot van anar més lluny afegint carreteres en miniatura, carrusels i camps de minigolf. Patis de ciment per a hamaques estan disponibles, igual que seients a l'interior a l'àrea del bar. Com que el visionat de pel·lícules a l'autocinema se solen fer a l'aire lliure, normalment són projectades durant les tardes o les nits quan està suficientment fosc per veure la pantalla adequadament.
Originalment, el so de les pel·lícules provenia d'altaveus col·locats a la pantalla. Més tard, d'un altaveu individual penjant de la finestra de cada cotxe, el qual podia endollar-se a la font original amb un cable. Aquest sistema va ser suplantat per un mètode de transmissió més econòmic i menys propens als danys. Aquest va ser la radiodifusió d'AM o FM, el qual sintonitza el so a través d'una ràdio de cotxe. Aquest mètode també permet que l'audiència senti el so de la pel·lícula en estèreo i reproduït en sistemes d'alta fidelitat dels mateixos cotxes en lloc de mitjançant un altaveu amb so monoaural.

## Història

### Orígens (abans de 1945)
El 1915, una època en la qual els automòbils encara eren una luxosa novetat, es va inaugurar a Nou Mèxic el "Theatre de Guadeloupe", un cinema a l'aire lliure que tenia disponibilitat per 40 vehicles i va operar durant un any. El 1921, Claude V. Caver va obtenir un permís per projectar pel·lícules al centre de la ciutat de Comanxes, Texas. Els espectadors estacionaven els cotxes molt a prop dels altres per presenciar la projecció de pel·lícules mudes des dels seus vehicles. Tot i la popularitat del cinema a l'aire lliure durant la dècada dels 20, es van realitzar poques experimentacions amb drive-ins a causa de qüestions de logística.
El 1932, el magnat Richard M. Hollingshead va dur a terme proves de cinema a l'aire lliure a Camden, Nova Jersey. Després de clavar una pantalla a uns arbres del seu pati, va col·locar un projector Kodak de 1928 al capó del seu cotxe i va posar una ràdio darrere de la pantalla, amb la qual va anar provant diferents nivells de so amb les seves finestres de cotxe cap avall i cap amunt. Una sèrie de blocs sota els vehicles li van permetre determinar la grandària i l'espaiament de rampes perquè, des de tots els automòbils, es pogués tenir una visió clara de la pantalla. Hollingshead va postular per una patent (la patent 1909537) el 6 d'agost de 1932, obtenint-la, finalment, el 16 de maig de 1933.

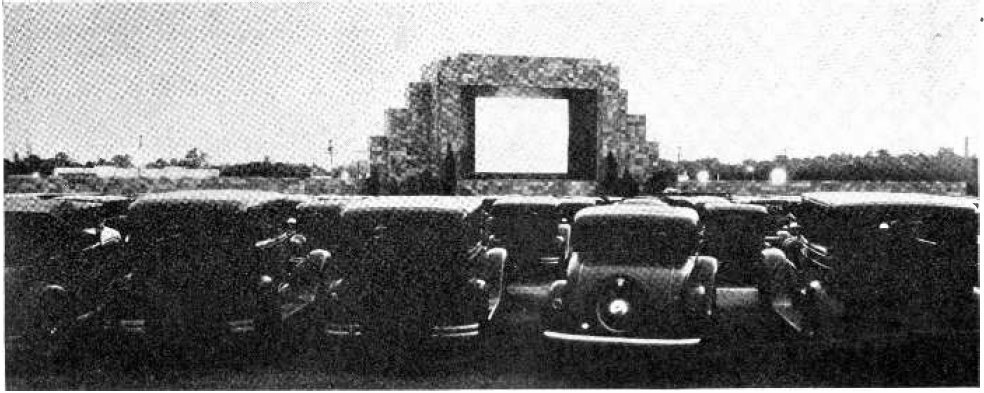
Primer drive-in a Camden, Nova Jersey, fet per Hollingshead el 1933.

El 6 de 1933, es va inaugurar a Camden el primer autocinema de la història, amb un cartell amb lletres gegantes, el qual indicava: "Tota la família és benvinguda, sense importar com siguin de sorollosos els nens".
Existeixen dues versions sobre la idea de Hollingshead: En una, buscava que la seva mare, d'elevat pes, pogués veure una pel·lícula en total comoditat, mentre que una altra versió apunta al fet que Hollingshead buscava únicament impulsar l'ús de l'automòbil i dels productes Whiz, sota l'eslògan publicitari "cadascú a la seva pròpia llotja", sense adonar-se que acabaria creant un nou negoci.
A l'estrena van acudir al voltant de 600 espectadors als quals se li cobrava 25 cèntims per persona i 25 cèntims per vehicle. Si es volia veure la pel·lícula sense portar cotxe, s'havia de pagar 1 dòlar. Va ser una solució per a moltes famílies nombroses que no podien comprar les entrades per al cinema, convertint-se, a més a més, en un punt d'atracció per a les joves parelles. A la 'Lover's Lane' (l'última fila), els enamorats se submergien en les seves passions, amb la pantalla al fons. Tenia una capacitat per 400 vehicles i una pantalla de 120 metres quadrats. La primera pel·lícula que es va projectar va ser “Wives Beware”, una comèdia protagonitzada per Adolphe Menjou i dirigida per Fred Niblo.

### Auge (finals dels anys 40-anys 1960)
Després de la Segona Guerra Mundial, el creixement de la població suburbana i rural, així com la dels parcs d'automòbils als Estats Units, van generar un ambient propici per a una explosió de la popularitat dels autocinemes, amb centenars d'ells sent construïts cada any i cada inauguració sent un esdeveniment social important. També començarien a expandir-se a altres països: El 1946, es va inaugurar el primer autocinema al Canadà, mentre que el 1948 va obrir el primer drive-in a Cuba i Llatinoamèrica. El 1949, va obrir el primer autocinema a Veneçuela, específicament l'Autocine Els Chaguaramos, a la ciutat de Caracas.
La màxima popularitat dels autocinemes als Estats Units va arribar a finals de 1950 i començaments de 1960, ja que, amb uns 4.000 autocinemes a tot el país, va passar a ser un símbol del 'American Way of Life'. No obstant això, els ingressos eren inferiors en comparació dels cinemes regulars, ja que només es podien projectar pel·lícules a la nit. Es va intentar condicionar espais per visionar pel·lícules en horari diürn, com grans estructures en forma de tendes de campanya, però, finalment, res va ser possible.
A la dècada de 1950, la privacitat que oferia l'autocinema als clients els va donar la reputació de ser immorals, i van ser etiquetats com a "pous de passió" en els mitjans de comunicació. Durant la dècada de 1970, alguns dels autocinemes van canviar d'oferta de pel·lícules dedicades a la família per pel·lícules més fortes, com una forma de compensar la disminució de clients i ingressos. A més a més, durant aquesta dècada, alguns autocinemes van començar a mostrar pel·lícules pornogràfiques en horari no familiar amb la finalitat de millorar els ingressos. Això va fer que estigués disponible material censurat al públic, incloent-hi aquells amb edat no permesa per veure'l. Alhora, per evitar pagar la seva entrada individual, alguns espectadors entraven al cinema amagats en els maleters dels vehicles.
Alguns autocinemes eren molt elaborats en el confort que oferien. Alguns proporcionaven petits escalfadors de propà, per atreure els clients en els mesos més freds. Uns altres oferien un sistema de calefacció o d'aire condicionat a través de conductes subterranis, per escalfar o refrescar als clients. Lamentablement, amb el temps, aquests conductes es van convertir en llar de rosegadors, per la qual cosa moltes persones van acabar amb el cotxe ple de ratolins.
Durant el seu apogeu, alguns autocinemes utilitzaven diferents recursos per cridar l'atenció i millorar l'assistència. Aquests anaven des de les projeccions a petites pistes d'aterratge d'avions, les instal·lacions d'atraccions inusuals, les presentacions d'actors per a les estrenes de les seves pel·lícules, fins a les interpretacions de grups musicals abans de l'espectacle. Alguns autocinemes, des del 1950 fins al 1960, oferien les nits del "Buck", les quals venien les entrades a un dòlar per cotxe.

### Decadència (dècades del 70 al 90)
Tot i que els empresaris van intentar seguir atraient clients amb innovacions com la transmissió del so en estèreo via ràdio, els autocinemes van iniciar un lent declivi el qual encara perdura avui en dia, ja que, actualment, menys de 500 operen als Estats Units.
Amb el temps, les grans propietats en les quals se situaven els autocinemes van anar encarint-se, és per això que es va decidir que les projeccions es duguessin a terme només a l'estiu. L'adaptació a aquest nou horari i l'aparició de les televisions en color, els reproductors de vídeo i el lloguer de pel·lícules de vídeo va conduir a la total disminució de la popularitat dels autocinemes.
Finalment, va arribar una situació en la qual només acudien als autocinemes un grapat de persones nostàlgiques, malgrat l'èxit d'alguns a àrees com la de Lexington, Virgínia; Eden, Carolina del Nord; Eau Claire, Wisconsin; Lamesa, Texas, Wichita, Kansas; Lake Elmo, Minnesota; Luverne, Minnesota, Oak Harbor, en Whidbey Island, Washington i Ohio. Entre els anys 1978 i 1988, prop d'un miler d'autocinemes van haver de tancar degut al creixement del cinema per televisió.
Avui en dia, molts d'aquests autocinemes estan sent reutilitzats com a llocs d'emmagatzematge, o com a mercats ambulants. De fet, l'autocinema més gran del món, el Fort Lauderdale Swap Shop, és alhora el mercat persa més gran del món.

### Resurrecció i nous formats (finals dels 90-inici dècada del 2000)
A finals de la dècada del '90 i a inicis de la dècada del 2000 es va produir una nova onada d'obertures d'autocinemes als Estats Units amb la construcció d'uns 40 recintes nous mentre que 63, els quals van ser clausurats, van reobrir, segons dades de la Unió de Propietaris d'Autocinemes (UDITOA, en anglès), el qual, el 2006, va reportar una xifra de 400 autocinemes en funcionament, tant de manera regular com esporàdica, el nombre més gran en més de tres dècades. Els estats que van encapçalar la llista van ser Ohio, Pennsilvània, Nova York, Indiana i Califòrnia. També va haver-hi un ressorgiment similar al Canadà i Austràlia.
El 2001, va sorgir una nova onada d'autocinemes "Do-It-Yourself", amb entusiastes del mitjà usant tecnologia moderna com projectors LCD i microtransmissors de radi, ocupant diversos espais urbans com aparcaments vacants o cellers. El primer recinte d'aquest tipus va ser el Liberation Drive-In a Oakland, Califòrnia, també pioner del "guerrilla" drive-in, format en el qual grups d'individus organitzaven projeccions (en molts casos per internet) i es reunien en determinats llocs. El contingut d'aquestes projeccions ha estat sovint cinema independent o experimental, pel·lícules de culte, o d'un altre tipus de programació alternativa.
El Bell Museum of Natural History a Minneapolis, Minnesota, ha introduït recentment els bike-ins, convidant a vianants o gent amb bicicleta a gaudir de música en viu i pel·lícules a l'estiu. A diverses ciutats canadenques, incloent-hi Toronto, Calgary, Ottawa i Halifax, també es projecten pel·lícules a l'aire lliure a parets dels edificis o a pantalles dins de parcs durant l'estiu.

### Conversió digital (des de finals de la dècada del 2000)
A partir de la segona meitat de la dècada del 2000, la resurrecció de l'autocinema als Estats Units es va veure amenaçada per diversos factors: La crisi del petroli (2005-2007) i la Gran Recessió (2008-2012). Aquests van ferir la rendibilitat de diversos recintes, i l'ús reduït de l'automòbil i l'èxode cap a zones urbanes ha afectat la concurrència d'aquests cinemes. La distribució d'audiovisuals en formats digitals i no físics durant la dècada de 2010 també va afectar els autocinemes, puix que aquest nou format requeria una més gran potència lumínica.
Actualment, hi ha gairebé 300 autocinemes a escala mundial, amb un grapat d'ells situats fora d'Amèrica del Nord, principalment a Austràlia, però també a Alemanya, Itàlia, Anglaterra, Espanya, Irlanda, Mèxic i Argentina.

### Pandèmia de la COVID-19 (2020)
Durant la pandèmia de COVID-19, els autocinemes es van convertir en una alternativa als cinemes convencionals i van patir un augment inesperat d'assistència als Estats Units i a diversos països del món, ja que podien operar gràcies a les poques aglomeracions que generen i al fet que les pel·lícules es projectin a l'aire lliure. A causa d'això, en moltes regions on l'ús de l'autocinema ja havia disminuït i, fins i tot, desaparegut, es va recuperar l'activitat.

## Infraestructura
Existeixen dos tipus de marques d'autocinemes. El primer model és l'estatunidenc, en el qual el terreny on se situen els vehicles és de caràcter pla i la pantalla s'eleva per damunt, situant-se en un punt de vista de gran altura perquè tots els espectadors puguin veure la projecció sense cap mena d'interferència.
El segon model és l'alemany, aquest es caracteritza per disposar d'un terreny variable que descendeix cap a la pantalla, la qual se situa a la part inferior del recinte. Cada fila de cotxes se situa a un nivell inferior que la fila de cotxes posterior, d'aquesta manera es garanteix una correcta visualització de la pantalla des de totes les files.

### L'Snack Barde l'autocinema
De la mateixa manera que amb els cinemes convencionals, l'Snack Bar és on els autocinemes guanyen la majoria dels seus beneficis. Com a resultat, gran part de la promoció de l'autocinema s'orienta cap a l'Snack Bar.
El bar d'aperitius típics ofereix qualsevol aliment que pugui ser servit amb rapidesa, com, per exemple, hot dogs, pizzes, hamburgueses, crispetes, refrescos, cafè, xocolata, dolços i patates fregides. Perquè els clients vagin a comprar a aquests bars, abans de la projecció de la pel·lícula es mostra publicitat dels locals que venen aquests menjars.

## Autocinemes arreu d'Espanya
El primer autocinema d'Espanya va néixer a Madrid, el 1959, a l'actual Albereda d'Osuna, a mans d'Antonio Garrigues Díaz-Cañabate i Pepìn Bell. Desgraciadament, va haver de tancar en pocs mesos. També va existir un autocinema a Barcelona, a l'Autovia de Castelldefels, prop de l'aeroport del Prat, el qual es denominava EL AUTOCINE i va tancar als anys 80. Actualment, existeixen diversos autocinemes a la Comunitat Valenciana: Autocine STAR a València, Auto-Cine Drive-In a Dénia i Autocine EL SUR a Mutxamel. A Xàbia també hi ha un autocinema que només obre a l'estiu.
La majoria dels autocinemes espanyols se situen a la Comunitat Valenciana, a la vora del Mediterrani i a la costa del Cantàbric, i tenen bastant èxit i una gran convocatòria. Normalment solen tenir una capacitat per 400 vehicles i se solen projectar dues pel·lícules.
El 24 de febrer del 2017, es va inaugurar a Madrid l'Autocinema Madrid RACE ocupant 25.000 m² i amb espai per 350 automòbils, una pantalla de 250 m² i una zona de restauració. Està situat a la zona de Chamartín i va estrenar-se amb la projecció de la pel·lícula Grease (1978).

### Autocinemes a Catalunya
L'agost de 2019 es va començar a parlar sobre l'obertura d'un autocinema a Barcelona, després de 36 anys. Es deia que aquest cinema drive-in tindria un terreny d'uns 25.000 m², una capacitat per a 200 cotxes i que el preu de les entrades seria de 10 €.
La ubicació del nou autocinema encara estava per confirmar, però els dos llocs que es tenien presents eren el Fòrum de Barcelona o la zona de Bellvitge. Una de les poques coses que se sap és que es pretenia obrir-lo entre l'hivern de 2019 i la primavera de 2020, però, amb tota la crisi sanitària de la COVID-19, aquesta obertura es va haver d'ajornar i, el novembre de 2020, aquest autocinema segueix sense haver iniciat el seu negoci.
No obstant això, també a causa de la pandèmia del coronavirus, el 30 de maig de 2020, va obrir a Golmés (Lleida) un autocinema (entrades a 5 €), el qual es va pensar que seria un bon rellevador dels cinemes convencionals durant la crisi sanitària, ja que en els drive-in els usuaris estan dins dels seus respectius cotxes i poden mantenir les distàncies i les mesures de seguretat de la COVID-19.
Aquest autocinema a Golmés va ser només temporal, i va tancar a finals de juliol de 2020, amb les visites d'uns 1.500 usuaris i uns 2.000 € recollits. Aquestes dades van fer que a altres localitats com Begur, Tàrrega, La Pobla de Segur i Bellcaire d'Urgell oferissin altres serveis drive-in com, per exemple, projeccions cinematogràfiques, música en directe i activitats esportives.